# 穴细蚁属
雄王穴细蚁（学名：Opamyrma hungvuong）是穴细蚁属下唯一的物種，于2008年由Yamane、Bui和Eguchi在越南发现。  该属早期被分到鈍猛蚁亚科之下，后来被分到细蚁亚科。